# ティエリ・ジャルネ
ティエリ・ジャルネ（Thierry Jarnet、1967年3月24日 - ）はフランスの元騎手である。歴代2位タイの凱旋門賞4勝を記録している。香港における名前の中文表記は「査爾尼」。

## 来歴
1985年にメゾンラフィット競馬場を本拠地とする見習い騎手としてデビュー。1991年から名門アンドレ・ファーブル厩舎所属となり、1992年から1995年まで4年連続でフランスリーディングジョッキーとなる。1994年には自己最多の158勝を記録している。
晩年は名牝トレヴとのコンビで凱旋門賞連覇など数々の大レースを制覇した。
2017年11月29日、ドーヴィル競馬場にてゲート内で騎乗馬が暴れて膝を強打し、その後は騎乗を控えていた。2018年2月24日になって現役引退を表明した。ジェルネの引退にあたって、武豊は「僕がフランスで騎乗し始めたころの若手ナンバーワンで、それからもずっとトップであり続けた。騎乗技術は卓越していました。本当にジェントルマンで、そんな姿も騎手としてかっこいいな…と、いつも憧れていました」と語った。
フランス国内での通算成績は1万9412戦2304勝（GI48勝）。フェアな騎乗に徹し、制裁が極端に少ないことで知られていた。後輩であるクリストフ・ルメールも憧れの騎手としてジャルネの名を挙げており、「ボクにとって一番のアイドル」と公言して憚らなかったという。

## 主な勝ち鞍
- 凱旋門賞（1992年スボーティカ、1994年カーネギー、2013年・2014年トレヴ）
- パリ大賞典（1991年スボーティカ、1992年Homme de Loi、1996年グレープツリーロード、1999年スリックリー）
- サンクルー大賞（1994年アップルツリー、1995年カーネギー、2002年・2003年アンジュガブリエル、2015年トレヴ）
- サンタラリ賞（1993年イントレピディティ、1994年ムーンライトダンス、1996年ルナウェルズ、2002年マロッタ）
- ヴェルメイユ賞（1993年イントレピディティ、2015年トレヴ）
- イスパーン賞（1993年アルカング、1999年クロコルージュ）
- モーリス・ド・ギース賞（2011年・2012年・2013年ムーンライトクラウド）
- ムーラン・ド・ロンシャン賞（2012年ムーンライトクラウド）
- ジャック・ル・マロワ賞（2013年ムーンライトクラウド）
- フォレ賞（2013年ムーンライトクラウド）
- ディアヌ賞（2013年トレヴ）
- プール・デッセ・デ・プーリッシュ（2000年ブルーマンバ）
- ガネー賞（1992年スボーティカ、2006年コールカミノ）
- オペラ賞（2014年ウィーアー）
- クリテリウムドサンクルー（1993年サンシャック）
- ロワイヤルオーク賞（1995年サンシャック）
- カドラン賞（1991年ヴィクトワールブルー）
- マルセルブサック賞（2000年アモニタ）
- 2000ギニー（1995年ペニカンプ）
- コロネーションカップ（1994年アップルツリー）
- チャンピオンステークス（1991年テルケル）
- オイロパ賞（1992年アップルツリー）
- リディアテシオ賞（2004年リュヌドール）
- 香港ヴァーズ（2002年アンジュガブリエル）